# Општина Сагна (Њамц)
Сагна (рум. Sagna) општина је у Румунији у округу Њамц.
Oпштина се налази на надморској висини од 194 m.